# Charles Hugot
Pour les articles homonymes, voir Charles Hugot (peintre) et Hugot.
Eugène Alexis Hugot, dit Charles Hugot, né le 30 avril 1857 à Paris 11e et mort le 10 février 1921, est un auteur dramatique français.

## Biographie
Fils d'Eugène Hugot, sous-chef de bureau au ministère de l'Instruction publique (1894), il est surtout connu pour des adaptations théâtrales d’œuvres d'Émile Zola :
- Au bonheur des dames, avec Raoul de Saint-Arroman, pièce en six tableaux (Théâtre du Gymnase, 1883)
- La Terre, avec Raoul de Saint-Arroman, drame en cinq actes et dix tableaux,(Théâtre Antoine, 1887)[4]

## Distinctions
- Chevalier de la Légion d'honneur au titre du ministère de l'Instruction publique, des Beaux-Arts et des cultes (décret du 22 juillet 1906)[5].